# Riternas bok
Riternas bok eller Liji (礼记; Lǐjì) är en kinesisk samling beskrivningar av ceremoniella och rituella företeelser. Riternas bok är en av De fem klassikerna inom konfucianismen och skrevs under den senare dealen av epoken De stridande staterna (403 f.Kr.–221 f.Kr.) och under Västra Handynastin (206 f.Kr.–24 e.Kr.).